# Вулиця Ткачів (Єкатеринбург)
Вулиця Ткачів (колишня назва — Расторгуєвська) — магістральна вулиця у житловому районі «Центральний» (мікрорайон «Парковий») Октябрського адміністративного району Єкатеринбурга.

## Походження та історія назв
Назву «Расторгуєвська» вулиця отримала не пізніше 1880 року через прізвище Уральського золотопромисловця і потомственого почесного громадянина міста Якова Івановича Расторгуєва, заїмка (дача) якого знаходилася відразу за вулицею в південному напрямку (на місці сучасного Центрального парку культури і відпочинку імені В. В. Маяковського). Свою сучасну назву вулиця отримала в 1930-х року.

## Розташування та благоустрій
Вулиця Ткачів проходить зі сходу на захід паралельно вулиці Большакова. Починається від кінця вулиці Східної та закінчується біля безіменного мосту через річку Ісеть з виходом на вулиці Фурманова і Машинну. На вулицю праворуч виходять вулиці Мічуріна та Луначарського. Протяжність вулиці становить близько 600 метрів. Ширина проїжджої частини в середньому близько 15 м (по дві смуги в кожну сторону руху). Уздовж парної сторони вулиці Ткачів знаходиться проїзд-дублер (дві смуги руху).
Протягом вулиці є два світлофора, нерегульованих пішохідних переходів немає. Із обох сторін вулиця обладнана тротуаром і вуличним освітленням.

## Історія
Вулиця була намічена генеральним планом Єкатеринбурга 1804 року, але була підготовлена до забудови планом 1829 року. На південь від вулиці знаходилася заїмка (дача) Я. І. Расторгуєва, що займала величезну лісову територію вздовж річки Ісеті. На території дачі був невеликий штучний ставок паперової фабрики купців Казанцевих, створений в першій чверті XIX століття на маленькій річці Сухой, що витікала з болота. Фабрика Казанцевих існувала тут на початку 1820-х років, а вже в кінці десятиліття тут працював горілчаний завод маркшейдера Полкова (до 1845 року не діяв). Заїмку Расторгуєва оточували канава і вал, поверх якого йшов тин. Уздовж Расторгуєвської заїмки по однойменній вулиці йшла дорога з Єкатеринбурга в напрямку суконної фабрики братів Злоказових (перебувала біля впадання Чорної річки в річку Ісеть).
Згідно з результатами міського перепису 1887 року на Расторгуєвській вулиці знаходилося всього чотири домоволодіння з дерев'яними одноповерховими будинками, два з яких належали міщанам М.Іконнікову і В. Башмакову, а два — відставним солдатам Іванову і Абрамову. У середній частині вулиці, на стику з Обсерваторською вулицею, був водорозбірний колодязь. На Расторгуєвську вулицю виходила невелика однойменна площа.
Протягом багатьох десятиліть Расторгуєвська вулиця була окраїнною вулицею південно-східної частини міста. На неї виходили закінчення вулиць Васенцовської(сучасна Луначарського), Кузнечної і Лугової (в даний час виходи перекриті), а також 2-га Східна вулиця (зараз вулиця Східна).
Станом на 2010-ті роки вулиця забудована багатоповерховою та висотною житловою забудовою, а також адміністративними будівлями.

## Примітні будівлі
- Будинок № 11 — спортивний комплекс «Луч».

## Транспорт

### Наземний громадський транспорт
Рух громадського транспорту по вулиці не здійснюється, поруч із виходом вулиці Мічуріна знаходиться трамвайне кільце (зупинка ЦПКіВ):
- Трамвай — № 3, 6, 9, 10, 20, 21, 33 (робочі дні).

### Найближчі станції метро
Діючі станції Єкатеринбурзького метро поблизу відсутні. Проведення ліній метрополітену в район вулиці не заплановано.

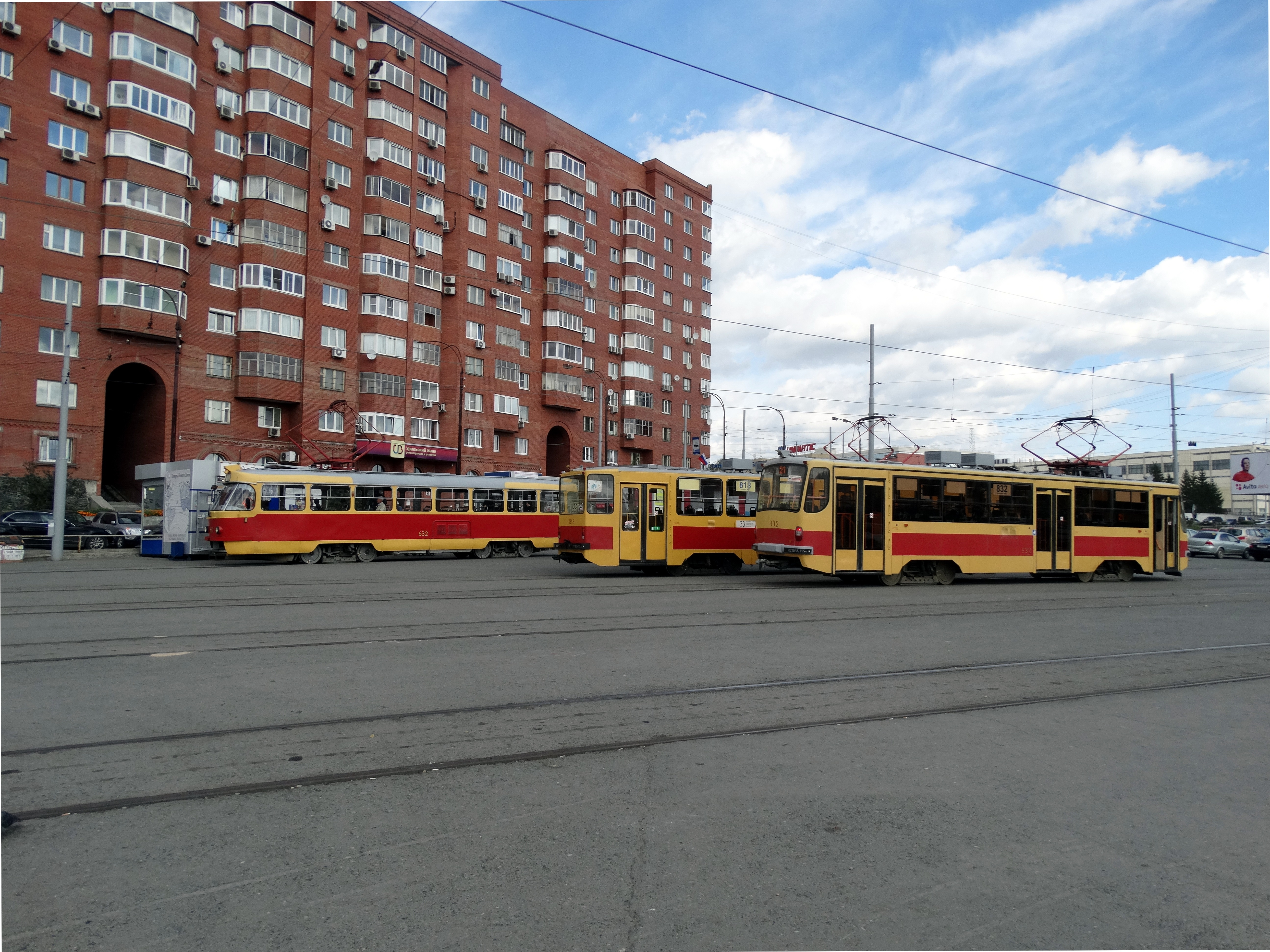
Трамвайне кільце на вулиці Ткачів в Єкатеринбурзі.